# (690) Вратиславия
(690) Вратиславия (лат. Wratislavia) — крупный астероид главного пояса. По данным инфракрасной орбитальной обсерватории IRAS диаметр составляет около 135 км
Открыт 16 октября 1909 года американским астрономом Джоэлом Меткалфом в городе Таунтон (штат Массачусетс, США). Первоначально обозначался 1909 HZ. Современное название восходит к латинскому именованию польского города Вроцлав.  
(690) Вратиславия изучена с помощью радара в 2011 году
- Орбита астероида Вратиславия и его положение в Солнечной системе